# Megalithanlagen von Ennebølle
Die Megalithanlagen von Ennebølle 1 + 2 (auch Endebølle Jættestue und Endebølle Kirken genannt) liegen eng benachbart (etwa 170 m) südwestlich von Snøde auf der dänischen Insel Langeland. Die Megalithanlage der Trichterbecherkultur (TBK) entstanden zwischen 3500 und 2800 v. Chr.

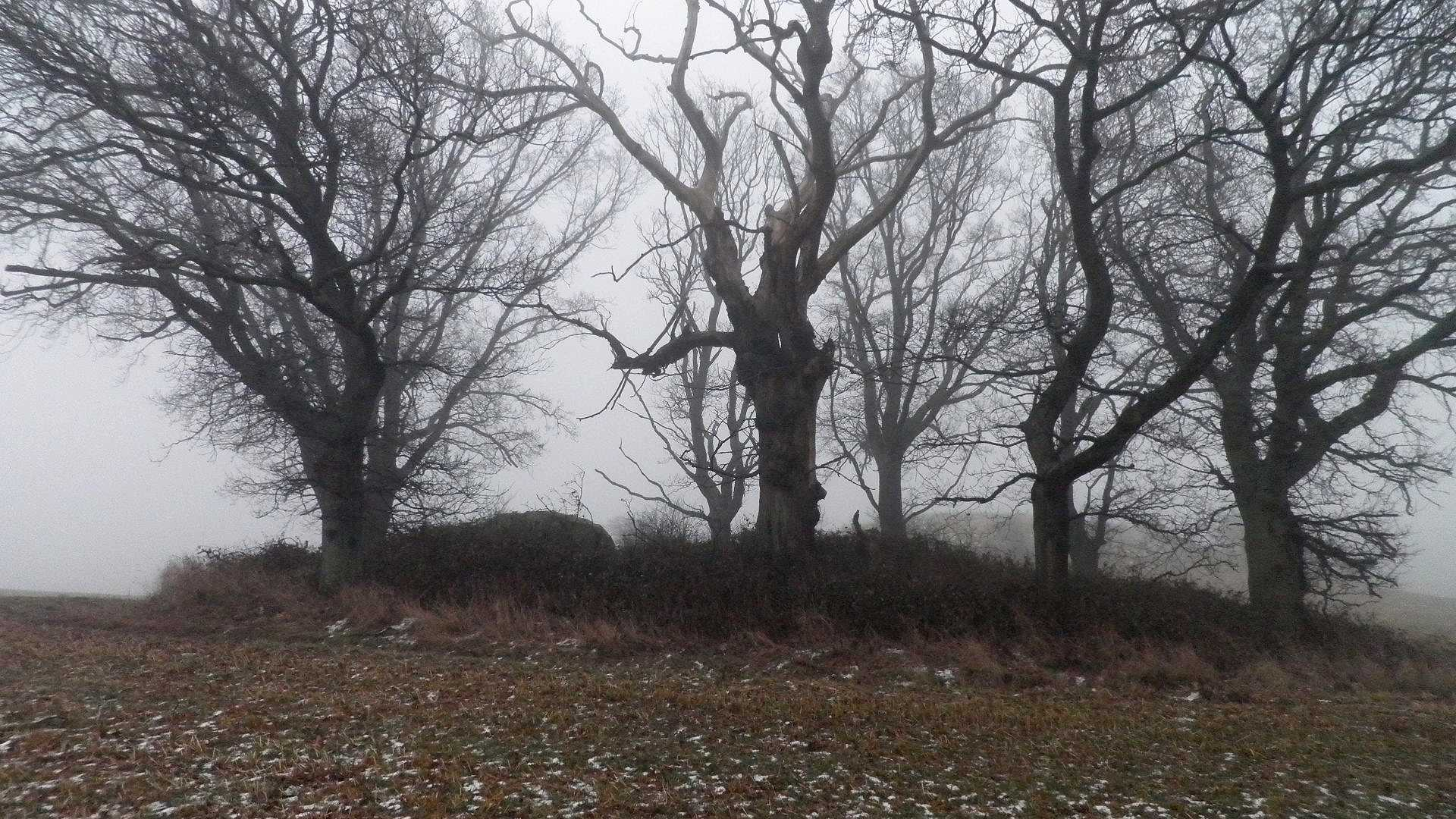
Endebølle 1 – Langdysse

## Ennebølle 1
Ennebølle 1 sind die Überbleibsel eines Langdysse mit zwei Polygonaldolmen, einer intakt, der andere teilweise erhalten, aber beide ohne Decksteine auf den Nord-Süd orientierten Kammern. Von den Randsteinen des Hügels ist keiner erhalten. Der 1,5 m hohe Hügelrest misst etwa 11,0 × 8,0 m, ist ungefähr dreieckig und etwa Nordwest-Südost ausgerichtet. Von den Kammern ist die nördliche aus fünf bis zu 1,4 m hohen Tragsteinen, zwischen denen eine Lücke aus außergewöhnlich gut erhaltenem Trockenmauerwerk zu sehen ist, im Westteil gut erhalten. Ihre Innenmaße betragen 1,75 × 1,75 m. Der östliche Kammerteil und der Gang fehlen. Die Südkammer misst im Inneren 2,5 × 2,0 m. Sie besteht aus acht bis zu 1,5 m hohen Tragsteinen. Zwischen den Tragsteinen der Kammer sind drei Trockenmauern erhalten. Im Osten liegt ein etwa 3,0 m langer Gang, der auf der Kammerseite von einem großen in situ befindlichen Deckstein bedeckt wird. Der äußere Deckstein fehlt. Der Gang besteht aus zwei Paar Tragsteinen mit mehr als 1,0 Meter Höhe. Ein Stein (evtl. ein Deckstein) liegt nördlich des Ganges auf dem Hügel. Die Anlagen wurden untersucht von H. Berg, LMR.
Das Denkmal dient, trotz seiner rudimentären Beschaffenheit, als anschauliches Beispiel für einen Polygonaldolmen.

## Ennebølle 2

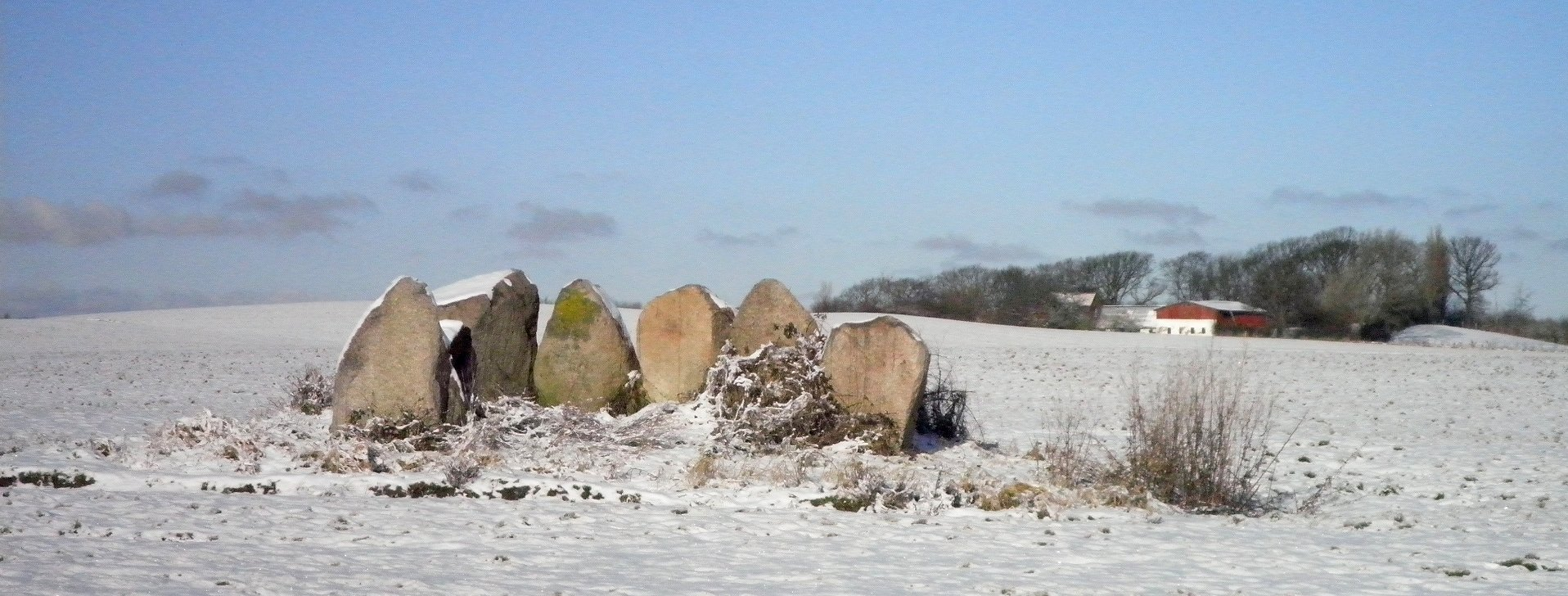
Endebølle Kirken – Ganggrab

Ennebølle 2 (auch Kirken oder Endebølle Kirken genannt) sind die Überbleibsel eines etwa Nordwest-Südost orientierten Ganggrabes von dem nur sieben Tragsteine der Kammer (alle in situ) erhalten sind. Vier davon stehen eng benachbart. Das Trockenmauerwerk der Gang und der Hügel sind nicht erhalten.